# Gemma Gili
Gemma Gili, née le 21 mai 1994 à Castelló de la Plana en Espagne, est une footballeuse internationale espagnole. Elle évolue au poste de milieu de terrain au Séville FC.

## Biographie

### En club
Elle participe à de nombreuses reprises à la Ligue des champions féminine avec le club du FC Barcelone.

### En équipe nationale
Avec l'équipe d'Espagne des moins de 17 ans, elle remporte le championnat d'Europe des moins de 17 ans en 2011, en battant la France en finale. Elle participe également à la Coupe du monde des moins de 17 ans en 2010. Lors du mondial junior organisé à Trinité-et-Tobago, elle joue cinq matchs, inscrivant un but. L'Espagne se classe troisième du mondial. 
Avec l'équipe d'Espagne des moins de 19 ans, elle atteint la finale du championnat d'Europe des moins de 19 ans en 2012, en s'inclinant face à la Suède.

## Palmarès

### En équipe nationale
- Vainqueur du championnat d'Europe des moins de 17 ans en 2011 avec l'équipe d'Espagne des moins de 17 ans
- Troisième de la Coupe du monde des moins de 17 ans en 2010 avec l'équipe d'Espagne des moins de 17 ans
- Finaliste du championnat d'Europe des moins de 19 ans en 2012 avec l'équipe d'Espagne des moins de 19 ans

### En club
- Finaliste de la Ligue des champions féminine en 2019 avec le FC Barcelone
- Championne d'Espagne en 2013, 2014 et 2015 avec le FC Barcelone
- Vice-championne d'Espagne en 2016, 2017, 2018 et 2019 avec le FC Barcelone
- Vainqueur de la Coupe d'Espagne féminine en 2013, 2014, 2017 et 2018 avec le FC Barcelone
- Finaliste de la Coupe d'Espagne féminine en 2016 avec le FC Barcelone